# Kristján Örn Sigurðsson
Kristján Örn Sigurðsson (Akureyri, 7 ottobre 1980) è un ex calciatore islandese, di ruolo difensore.

## Carriera

### Club
Ha iniziato la carriera nel Völsungur, ma nel 1997 è stato acquistato dall'Akureyrar. Si è trasferito agli inglesi dello Stoke City in giovane età. Dopo non essere riuscito a conquistare un posto in prima squadra, è tornato all'Akureyrar e, successivamente, al Reykjavik. Nel 2004, è stato acquistato dai norvegesi del Brann, dove ha giocato come terzino destro. Nella prima stagione, infatti, si è disimpegnato bene in fase difensiva, ma ha mostrato una chiara debolezza nel costruire azioni e, più in generale, nella fase offensiva. Prima del campionato 2006, è stato spostato al centro della difesa, dopo le cessioni di Ragnvald Soma e Paul Scharner.
Sigurðsson si è adattato bene alla nuova posizione, sfruttando la sua velocità (nel 2006 è stato il calciatore più veloce del Brann nei 40 metri). È anche abile nel gioco aereo, nonostante sia più basso di molti altri calciatori che giocano nella sua posizione. Alcuni commentatori sportivi lo hanno paragonato a Roberto Ayala, nonostante siano due calciatori di diversa qualità. Assieme al compagno Ólafur Örn Bjarnason, i due hanno iniziato positivamente la stagione e sono stati soprannominati Ørneredet, che significa "Nido d'aquila" (entrambi i calciatori hanno Örn nel nome e Örn/Ørn in norvegese e islandese significa aquila).
Alla fine del campionato 2009, è stato svincolato dal Brann: ha così firmato un contratto con i neopromossi dell'Hønefoss.

### Nazionale
Sigurðsson ha debuttato nell'Islanda nel corso del 2003 e ha giocato 53 partite per la sua Nazionale, mettendo a segno anche 4 reti. La sua ultima partita con la selezione nordica è stata una gara di qualificazione agli Europei 2012, giocata e persa per 5-3 contro il Portogallo a Oporto.

## Palmarès

### Giocatore

#### Club

##### Competizioni nazionali
- Campionato islandese: 1 :

KR Reykjavik: 2003
- Campionato norvegese: 1 :

Brann: 2007